# Herea xanthogaster
Herea xanthogaster là một loài bướm đêm thuộc phân họ Arctiinae, họ Erebidae.